# Metarranthis homuraria
Metarranthis homuraria là một loài bướm đêm trong họ Geometridae.